# Stina Sandström
Stina Inga Sandström, född 9 mars 1927 i Malakoff utanför Paris, död 20 juli 2013 i Kristianstad, var en svensk målare.
Hon var dotter till Nils Möllerberg och Inga Martha Caroline Hellman och mellan 1950 och 1974 gift med Arne Herbert Andreas Sandström. Hon studerade vid Otte Skölds målarskola i Stockholm och därefter för Fritiof Schüldt vid Konsthögskolan 1946–1949. Hennes konst består av stilleben, porträtt och landskapsbilder huvudsakligen utförda i olja. 